# Aleksei Seliviorstov
Aleksei Seliviorstov (n. 24 iulie 1976, Ufa, RSFS Rusă, URSS) este un bober ce a reprezentat Rusia, medaliat olimpic. A participat la 3 ediții ale Jocurilor Olimpice (1998, 2002, 2006) în care a câștigat o medalie de argint.